# Gonzalo di Ribagorza
Gonzalo I di Ribagorza, Gonzalo in spagnolo, in basco, in aragonese, in asturiano, in galiziano e in portoghese e Gonçal, in catalano (1018 circa – Monclus, 26 giugno 1045), è stato un sovrano spagnolo, proclamato re delle contee di Sobrarbe e di Ribagorza dal 1035 fino alla sua morte.

## Origine
Secondo il capitolo n° XXXVI del libro XLVI della España sagrada. 46, De las santas iglesias de Lérida, Roda y Barbastro, Gonzalo era il figlio terzogenito del re di Pamplona, conte d'Aragona, conte di Sobrarbe e Ribagorza, conte di Castiglia, Sancho III il Grande e di Munia, che, secondo la Chronica latina regum Castellae, era figlia del conte indipendente di Castiglia, conte di Burgos, di Lantarón, di Cerezo e di Álava, Sancho Garcés e di Urraca Gomez (?-1038), figlia di Gomez Diaz, conte di Saldaña, della famiglia  dei Banu Gómez, e della zia di Sancho, Muniadomna Fernandez di Castiglia, figlia di Fernan Gonzales.

Sancho III il Grande era figlio del re di Pamplona García II Sánchez e di Jimena Fernández, figlia del conte Fernando Bermúdez (discendente del re delle Asturie Ordoño I) e della moglie Elvira..

## Biografía

Il Regno di Pamplona alla morte di Sancho III il Grande (1035)

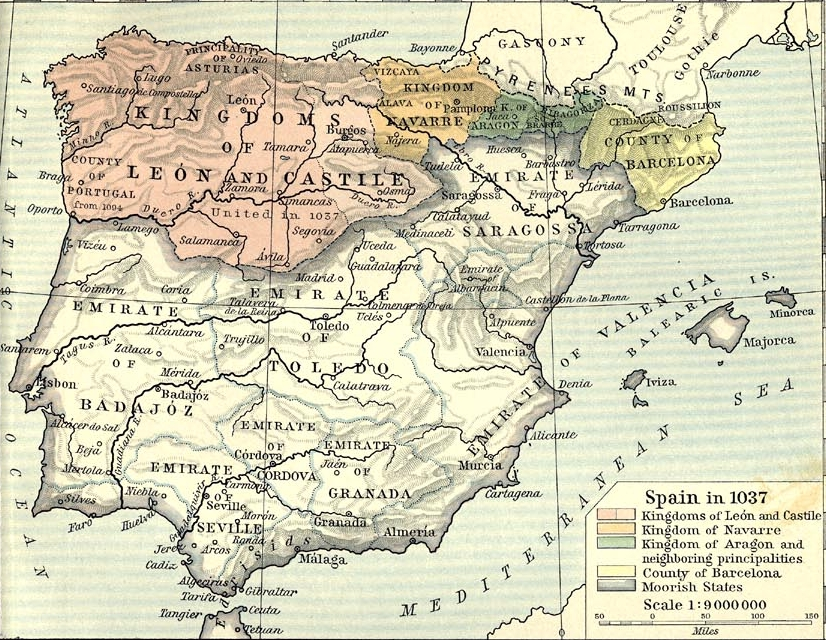
Le contee di Sobrarbe e Ribagorza (in verde), ereditate da Gonzalo, nel 1035, sono tra il regno d'Aragona e la contea di Barcellona

Più o meno nell'anno della nascita di Gonzalo, suo padre, approfittando delle difficoltà in cui si trovava la contea di Sobrarbe, fece valere i suoi diritti di successione e riuscì ad impadronirsi della contea tra il 1016 ed il 1019.

Nel 1017, il Conte di Ribagorza, Guglielmo, venne assassinato dagli abitanti della Val d'Aran e siccome Guglielmo non aveva discendenza la contea passò alla cugina di Guglielmo, Mayor, che già la governava in parte, assieme al marito, Raimondo III di Pallars-Jussà, ma suo padre Sancho III il Grande reclamò la contea, a nome della moglie (madre di Gonzalo, la cui nonna paterna era, secondo il Codice di Roda, Ava di Ribagorza), innescando una disputa, che portò, nel 1018, all'occupazione e all'annessione al regno di Pamplona della contea di Ribagorza, secondo il Codice di Roda,

Sempre nel 1017, alla morte del nonno, Sancho Garcés, era divenuto conte di Castiglia, lo zio, García Sánchez, che era ancora minorenne, sotto la tutela di suo padre, Sancho III il Grande.
Gonzalo lo troviamo citato in due documenti, nel 1022 e nel 1024, assieme ai genitori ed ai fratelli
Nel 1029, però quando il conte di Castiglia, García Sánchez, si recò a León per il matrimonio, fu ucciso all'uscita dal palazzo reale di León, dove si era recato per conoscere la sua promessa sposa, l'infanta Sancha, sembra dai figli dei nobili castigliani della famiglia Vela che, da tempo, erano stati esiliati con la famiglia; Gli Annales Complutense riportano questo omicidio nel 1026 (Obiit Comes Garsia).

Allora sua madre, Munia, succedette al fratello come contessa di Castiglia e governò la contea assieme a suo padre, Sancho III, sino al 1032, quando Munia si ritirò e Sancho fu coronato conte di Castiglia, a patto che, la Castiglia sarebbe ritornata ad essere indipendente dal regno di Navarra; nel documento n° 2891 del Recueil des chartes de l'abbaye de Cluny. Tome 4. Sancho si cita come re di Spagna (Sancius Hispaniarum rex) e Munia regina (Domna Major regina).
Nel 1035, poco prima di morire, come conferma la Historia de la Corona de Aragón: Crónica de San Juan de la Peña: Part aragonesa, suo padre divise l'«impero» tra i quattro figli maschi che gli erano sopravvissuti:
- a García la Navarra
- a Ferdinando la Castiglia e parte del León
- a Gonzalo le contee di Sobrarbe e Ribagorza
- a Ramiro, il bastardo, l'Aragona.

Gonzalo assunse il titolo di re, ma tra il 1043 e il 1044, il suo fratellastro, il re d'Aragona Ramiro, sconfisse Gonzalo e si appropriò dei suoi diritti sulle due contee, e, sempre secondo la Historia de la Corona de Aragón: Crónica de San Juan de la Peña: Part aragonesa, Gonzalo fu assassinato a tradimento da Raimondo di Guascogna, il 26 giugno del 1045, al ponte di Monclus ed i suoi diritti sulle due contee passarono definitivamente al suo fratellastro, Ramiro I di Aragona; la morte di Gonzalo fu violenta, ma un'altra versione dice che morì combattendo contro i Saraceni.

Gonzalo fu tumulato al Monastero Reale di San Victorián a El Pueyo de Araguás.

Il supposto sarcofago di Gonzalo si può vedere al (https://i2.wp.com/www.condadodecastilla.es/wp-content/uploads/2017/11/sepulcro-gonzalo-san-victorian.jpg?ssl=1)

## Discendenza
Di Gonzalo non si conoscono mogli, né si hanno notizie di alcuna discendenza.

## Riconoscimenti
Nel 2006, è stata realizzata una scultura in onore di Gonzalo, dove si incontrano le comarche di Sobrarbe e Ribagorza, nel municipio di Foradada del Toscar; la scultura realizzata da Frank Norton è formata da varie lance che vogliono rappresentare una battaglia, ed è situata in un luogo che viene ritenuto vicino a dove Gonzalo venne assassinato.

La scultura si può vedere al (https://i0.wp.com/www.condadodecastilla.es/wp-content/uploads/2017/11/monumento-gonzalo-sobrarbe-ribagorza-foradada.jpg?ssl=1).
Nel 2007 è stato posto un monolito con una targa in ricordo del re Gonzalo I di Sobrarbe e Ribagorza nel luogo esatto dove si suppone che fu assassinato.

Il monolite con targa si può vedere al (https://i2.wp.com/www.condadodecastilla.es/wp-content/uploads/2017/11/monolito-ussia-gonzalo.jpg?ssl=1).

## Ascendenza
|                              |                  |                                   | Genitori                  |  |  | Nonni |  |  | Bisnonni                    |  |  | Trisnonni                   |  |
|                              |                  |                                   |                           |  |  |       |  |  | Sancho II Garcés di Navarra |  |  | García I Sánchez di Navarra |  |
|                              |                  |                                   |                           |  |  |       |  |  | Sancho II Garcés di Navarra |  |  | García I Sánchez di Navarra |  |
|                              |                  | Andregoto Galíndez                |                           |  |  |       |  |  | Sancho II Garcés di Navarra |  |  |                             |  |
| García II Sánchez di Navarra |                  |                                   |                           |  |  |       |  |  | Sancho II Garcés di Navarra |  |  |                             |  |
|                              |                  | Urraca di Castiglia               | Ferdinando Gonzales       |  |  |       |  |  |                             |  |  |                             |  |
|                              |                  | Urraca di Castiglia               | Ferdinando Gonzales       |  |  |       |  |  |                             |  |  |                             |  |
|                              |                  | Urraca di Castiglia               | Sancha Sánchez di Navarra |  |  |       |  |  |                             |  |  |                             |  |
| Sancho III Garcés di Navarra |                  | Urraca di Castiglia               |                           |  |  |       |  |  |                             |  |  |                             |  |
|                              |                  | Fernando Bermúdez                 | …                         |  |  |       |  |  |                             |  |  |                             |  |
|                              |                  | Fernando Bermúdez                 | …                         |  |  |       |  |  |                             |  |  |                             |  |
|                              |                  | Fernando Bermúdez                 | …                         |  |  |       |  |  |                             |  |  |                             |  |
| Jimena Fernández             |                  | Fernando Bermúdez                 |                           |  |  |       |  |  |                             |  |  |                             |  |
|                              |                  | Elvira                            | …                         |  |  |       |  |  |                             |  |  |                             |  |
|                              |                  | Elvira                            | …                         |  |  |       |  |  |                             |  |  |                             |  |
|                              |                  | Elvira                            | …                         |  |  |       |  |  |                             |  |  |                             |  |
| Gonzalo di Ribagorza         |                  | Elvira                            |                           |  |  |       |  |  |                             |  |  |                             |  |
|                              | García Fernández | Ferdinando Gonzales               |                           |  |  |       |  |  |                             |  |  |                             |  |
|                              | García Fernández | Ferdinando Gonzales               |                           |  |  |       |  |  |                             |  |  |                             |  |
|                              | García Fernández | Sancha Sánchez di Navarra         |                           |  |  |       |  |  |                             |  |  |                             |  |
| Sancho Garcés                | García Fernández |                                   |                           |  |  |       |  |  |                             |  |  |                             |  |
|                              |                  | Ava di Ribagorza                  | Raimondo II di Ribagorza  |  |  |       |  |  |                             |  |  |                             |  |
|                              |                  | Ava di Ribagorza                  | Raimondo II di Ribagorza  |  |  |       |  |  |                             |  |  |                             |  |
|                              |                  | Ava di Ribagorza                  | Garsenda di Fezensac      |  |  |       |  |  |                             |  |  |                             |  |
| Munia di Castiglia           |                  | Ava di Ribagorza                  |                           |  |  |       |  |  |                             |  |  |                             |  |
|                              |                  | Gomez Diaz                        | …                         |  |  |       |  |  |                             |  |  |                             |  |
|                              |                  | Gomez Diaz                        | …                         |  |  |       |  |  |                             |  |  |                             |  |
|                              |                  | Gomez Diaz                        | …                         |  |  |       |  |  |                             |  |  |                             |  |
| Urraca Gomez                 |                  | Gomez Diaz                        |                           |  |  |       |  |  |                             |  |  |                             |  |
|                              |                  | Muniadomna Fernandez di Castiglia | …                         |  |  |       |  |  |                             |  |  |                             |  |
|                              |                  | Muniadomna Fernandez di Castiglia | …                         |  |  |       |  |  |                             |  |  |                             |  |
|                              |                  | Muniadomna Fernandez di Castiglia | …                         |  |  |       |  |  |                             |  |  |                             |  |
|                              |                  | Muniadomna Fernandez di Castiglia |                           |  |  |       |  |  |                             |  |  |                             |  |

### Fonti primarie
- (LA)  (ES)  #ES Textos-navarros-codice-roda.pd.
- (LA)  España sagrada. 46, De las santas iglesias de Lérida, Roda y Barbastro.
- (LA)  Recueil des chartes de l'abbaye de Cluny. Tome 4.
- (LA)  España sagrada. 23, La Chiesa di Tuy.
- (ES)  Crónica latina de los reyes de Castilla.

### Letteratura storiografica
- Rafael Altamira, Il califfato occidentale, in Storia del mondo medievale, vol. II,  pp. 477-515.
- Rafael Altamira, La Spagna (1031-1248), in Storia del mondo medievale, vol. V,  pp. 865-896.